# Casinaria amarilla
Casinaria amarilla är en stekelart som beskrevs av Jerman och Ian D. Gauld 1988. Casinaria amarilla ingår i släktet Casinaria och familjen brokparasitsteklar. Inga underarter finns listade.